# Aggregaatfunctie
Een aggregaatfunctie is een functie die een aantal argumenten samenvat in één enkele uitkomstwaarde. Bekende aggregaatfuncties zijn: 
- gemiddelde; bijvoorbeeld: gemiddelde(10,12,20) = (10+12+20)/3=14
- maximum; bijvoorbeeld: maximum(10,12,20) = 20
- minimum; bijvoorbeeld:  minimum(10,12,20) = 10
- som; bijvoorbeeld: som(10,12,20) = 42
- aantal; bijvoorbeeld: aantal(10,12,20) = 3 (telt het aantal argumenten)

Niet alle aggregaatfuncties verwachten een numerieke invoer.  
- eerste bijvoorbeeld: eerste('miles','monk','mingus') = 'miles' (de eerstvoorkomende)
- laatste bijvoorbeeld: laatste('miles','monk','mingus') = 'mingus' (de laatst voorkomende)
- maximum bijvoorbeeld: maximum('miles','monk','mingus') = 'monk' (de alfabetisch laatst voorkomende)

Deze functies zijn echter niet strikt wiskundig/statistisch en niet altijd even goed omschreven. Bij minimum en maximum moet het criterium voor sortering bijvoorbeeld duidelijk zijn.

## Aggregaatfuncties in database
In een database kunnen met SQL aggregaatfuncties gebruikt worden om samenvattende informatie uit de tabellen te halen. Naast enkele standaard aggregaatfuncties (zoals AVG, SUM, COUNT, ...) bieden bepaalde database-managementsystemen ook andere mogelijklheden, zoals CHECKSUM. 